# Zuzana Nováková
Zuzana Nováková (22. února 1943 Praha) je česká básnířka, spisovatelka, autorka řady knih pro děti. 

## Životopis
Její rodiče byli Václav Renč a Alena roz. Sedláková, má bratra Ivana Renče. Manželem je spisovatel a literární vědec Jaroslav Novák (jejich dcery Ester a Luisa Novákovy jsou spisovatelky a překladatelky). 
Dětství prožila většinou v Kloboukách u Brna; po otcově odsouzení pro velezradu byla rodina z Brna úředně vykázána (1952). Od roku 1957 žila Nováková v Karlových Varech, pak krátkodobě na různých místech, zejména v Praze, kde také absolvovala střední školu pro pracující (maturita 1962); pracovala jako dělnice a sanitářka.
Od roku 1965, kdy se provdala za Jaroslava Nováka, žije trvale v Brně a věnuje se literatuře a výtvarné tvorbě (řadu svých knih si sama ilustrovala).

### Ocenění
- 2006 – Řád sv. Cyrila a Metoděje

## Dílo – výběr

### Pohádky a pověsti
- Džbánek pohádek – napsala na motivy slováckých lidových pohádek; předlohy shromáždili a doslov napsali Václav Frolec a Dušan Holý; ilustroval Jiří Šindler. Brno: Blok, 1967
- Jak beránci zabloudili: (pohádky pro malé čtenáře) – ilustrovala Luisa Nováková. Třebíč: Akcent, 1969
- Hrajeme si pohádky – Praha: Panton, 1969
- Mušle pohádek – napsala a nakreslila. Ostrava: Profil, 1969
- Hvězdy v bílé hřívě: tádžické, uzbecké a kazašské pohádky – převyprávěla a doprovodila ilustracemi. Praha: Vyšehrad, 1972
- Rybí drahokamy: pověsti ze Slovácka; pohádky z dalekých zemí. Brno: Blok, 1978
- Čarodějná kniha: 21 folklórních pohádek různých národů – napsala a ilustrovala. Brno: Blok, 1983
- Princezna Holubice: pohádková hra s hudbou a písničkami na motivy valašské pohádky – Zuzana a Jaroslav Novákovi; hudbu složil Josef Dvořák. Praha: Dilia, 1983
- Bílý koníček: pověsti ze Slovácka – ilustrace Jiří Šindler. Brno: Blok, 1984
- Ovčí kůže: pohádky na motivy kavkazských pohádek – ilustroval Antonín Stoják; grafická úprava Lumír Ševčík. Praha: Albatros, 1988
- Zahrajeme si pohádky – ilustrovala Vlasta Švejdová. Všeň: Alter, 1995
- Kouzelné zrcadlo: pohádky z dalekých zemí – ilustroval Antonín Stoják. Třebíč: Akcent, 1997
- Příběhy a pohádky z malované zahrádky – ilustroval Antonín Stoják. Třebíč: Blok, 2000